# Lennart Viitala
Lennart Viitala   (Nurmo, 8 de novembre de 1921 - Jyväskylän maalaiskunta, 24 de febrer de 1966) fou un lluitador finlandès, que combinà la lluita lliure i la lluita grecoromana, que va competir durant les dècades de 1940 i 1950.
El 1948 va prendre part en els Jocs Olímpics d'Estiu de Londres, on guanyà la medalla d'or en la competició del pes mosca del programa lluita lliure.
En el seu palmarès també destaquen dues medalles al Campionat d'Europa, d'or el 1946 en estil lliure i de bronze el 1947 en estil grecoromà. A nivell nacional guanyà cinc campionats finlandesos en estil lliure  (1946-1949, 1956) i un estil grecoromà (1953).